# Буланов, Пётр Сергеевич
Пётр Серге́евич Була́нов — советский хозяйственный, государственный и политический деятель.

## Биография
Родился в 1901 году в деревне Шереметьево. Член ВКП(б) с 1925 года.
С 1913 года — на хозяйственной, общественной и политической работе. В 1913—1950 годы — портной в мастерской Николаева в городе Москве, в РККА, курсант школы ОГПУ, секретарь партячейки 37-го отделения милиции города Москвы, инструктор партийных комитетов Сталинского и Первомайского райкомов ВКП (б) в Москве, первый секретарь Фархорского райкома КП (б) Таджикистана, председатель Сталинабадского облисполкома, первый секретарь Ленинабадского райкома, Ленинабадского обкома КП(б) Таджикистана, первый секретарь Ленинабадского горкома КП(б) Таджикистана.
Избирался депутатом Верховного Совета СССР 2-го созыва.
В 1953 году переведён в Калугу на партийную работу. Умер в 1964 году.